# Dansk Laborant-Forening
Danske Laborant-Forening (forkortet: DL-F) er den faglige forening, der varetager laboranternes og de laborantstuderendes interesser i Danmark (inklusive Færøerne og Grønland).
Dansk Laborant-Forening er en afdeling under HK, som tidligere var medlem af LO. Siden d. 1. januar 2019 er HK medlem af FH.
Pr. 1. oktober 2007 udgør medlemstallet 10.400.
Foreningens formand er laborant Susanne Bahne Hansen.
Fagforeningen udgiver fagblad Laboranten 12 gange om året.